# Dasineura pseudococcus
Dasineura pseudococcus är en tvåvingeart som först beskrevs av Thomas 1890.  Dasineura pseudococcus ingår i släktet Dasineura och familjen gallmyggor. Inga underarter finns listade i Catalogue of Life.